# Manuele Marchiani
Manuele Marchiali (ur. 5 kwietnia 1989 w Loreto) – włoski siatkarz, grający na pozycji przyjmującego. 

## Kluby
- 2004–2006 Esse-ti Carilo Loreto
- 2006–2008 Lube Banca Marche Macerata
- 2008–2009 Esse-ti Carilo Loreto
- 2009–2010 Pallavolo Molfetta
- 2010–2011 Lube Banca Marche Macerata
- 2011–2012 Club Italia Roma
- 2012–2013 Pallavolo Loreto
- 2013–2014 Altotevere Città di Castello
- 2014–2015 Tonno Callipo Calabria Vibo Valentia
- 2015–2016 Conad Reggio Emilia